# Dosso (regió)
Dosso és una regió del Níger que pren el nom de la seva capital, Dosso. La regió té una àrea de 31.002 km². La seva població era de 693.207 habitants en el cens de 1977; el 1988 havia arribat a 1.018.895, i el 2001 a 1.479.095. Limita amb Nigèria i Benín i internament amb Tahoua i Tillabéri. Dosso està dividida en 5 departaments:
- Boboye
- Dogondoutchi
- Dosso
- Gaya
- Loga